# Antheua elongata
Antheua elongata är en fjärilsart som beskrevs av M.Gaede 1928. Antheua elongata ingår i släktet Antheua och familjen tandspinnare. Inga underarter finns listade i Catalogue of Life.